# Johann Georg Friedrich Killinger
Johann Georg Friedrich Killinger (gerufen Hans Killinger)  (* 16. Dezember 1886 in Château-Salins in Lothringen; † 9. Februar 1947 im Speziallager Nr. 9 Fünfeichen in Neubrandenburg) war ein deutscher Verwaltungsjurist, Syndikus beim Verband Rostocker Reeder, Vorstandsmitglied der Neptun Werft in Rostock und Ziegeleibesitzer in Papendorf bei Rostock.

## Leben

### Herkunft und Familie
Johann Georg Friedrich Killinger entstammte einer Familie, die ihren Namen von ihrem Herkunftsort Killingen, Ortsteil von Ellwangen, ableitet. Als 1523 Killingers Vorfahr Gabriel Weber im Nachbarort Barbara Keppler heiratete, wurde der Herkunftsort fälschlicherweise als Nachname im Kirchenburg eingetragen. So wurde aus dem Nachnamen Weber der Nachname Killinger, unter dem die Familie seither bekannt ist.
Hans war der Sohn des geheimen Regierungsrats German Killinger (1844–1940) und dessen Ehefrau Elisabeth Platner und wuchs mit seinen Geschwistern German (1884–1957), Philipp (1885–1966) und Elisabeth (1890–1985) auf.
Am 22. Juni 1923 schloss er in Rostock mit Erika Höppner (* 1904–1989, Tochter des Ziegeleibesitzers Heinrich Höppner) die Ehe, aus der die Kinder
- Elisabeth Charlotte (1924–2010), ⚭ Amtsgerichtsrat Dr. Hans Heinrich Christiansen
- Dr. jur. Hans Helmut (* 1926, Regierungsrat der Finanzverwaltung, Reeder) Der NDR hat ein Lebensbild produziert.[1]
- Marianne (1927–2010)
- Dr. jur. Eberhard German Friedrich (1935–2016, Ministerialrat im Wirtschaftsministerium in Bonn) hervorgegangen sind.[2]

### Ausbildung und Beruf
Nach dem Abitur studierte er Rechtswissenschaften an der Ludwig-Maximilians-Universität München und an der Universität Straßburg. 1915 legte er das Große juristische Staatsexamen für den höheren Justiz- und Verwaltungsdienst in Straßburg ab und fand anschließend eine Stelle in der Kreis- und Polizeidirektion Mülhausen im Elsass. Nach dem Ersten Weltkrieg wurde er durch die französische Verwaltung seiner Funktionen enthoben und am 1. Weihnachtstag 1918 aus dem Reichsland Elsass ausgewiesen. Zum Jahresbeginn 1919 wurde er Referent im Reichsausschuss für den Wiederaufbau der deutschen Handelsflotte und war später im Reichswirtschaftsministerium als Regierungsrat in Berlin beschäftigt, bevor er Ende Mai 1920 in den bayerischen Staatsdienst übernommen wurde. Bereits nach drei Monaten schied er aus dem Dienst und wurde Syndikus bei der Reederei August Cords in Rostock.
In den Jahren von 1924 bis 1928 war er kaufmännischer Direktor und Mitglied des Vorstands der Neptun Werft in Rostock, dessen Sprecher er war. Dort war er auch Vorsitzender der Betriebskrankenkasse der Neptun AG.
Killinger war Mitglied der Schiffbautechnischen Gesellschaft.
Neben seiner Tätigkeit im Vorstand der Neptun-Werft übernahm er nach dem Tod seines Schwiegervaters die Dampfziegelwerke Heinrich Höppner GmbH in Papendorf bei Rostock. Im Zuge der Erbauseinandersetzung im Jahre 1933 übernahm er das Werk in Papendorf.

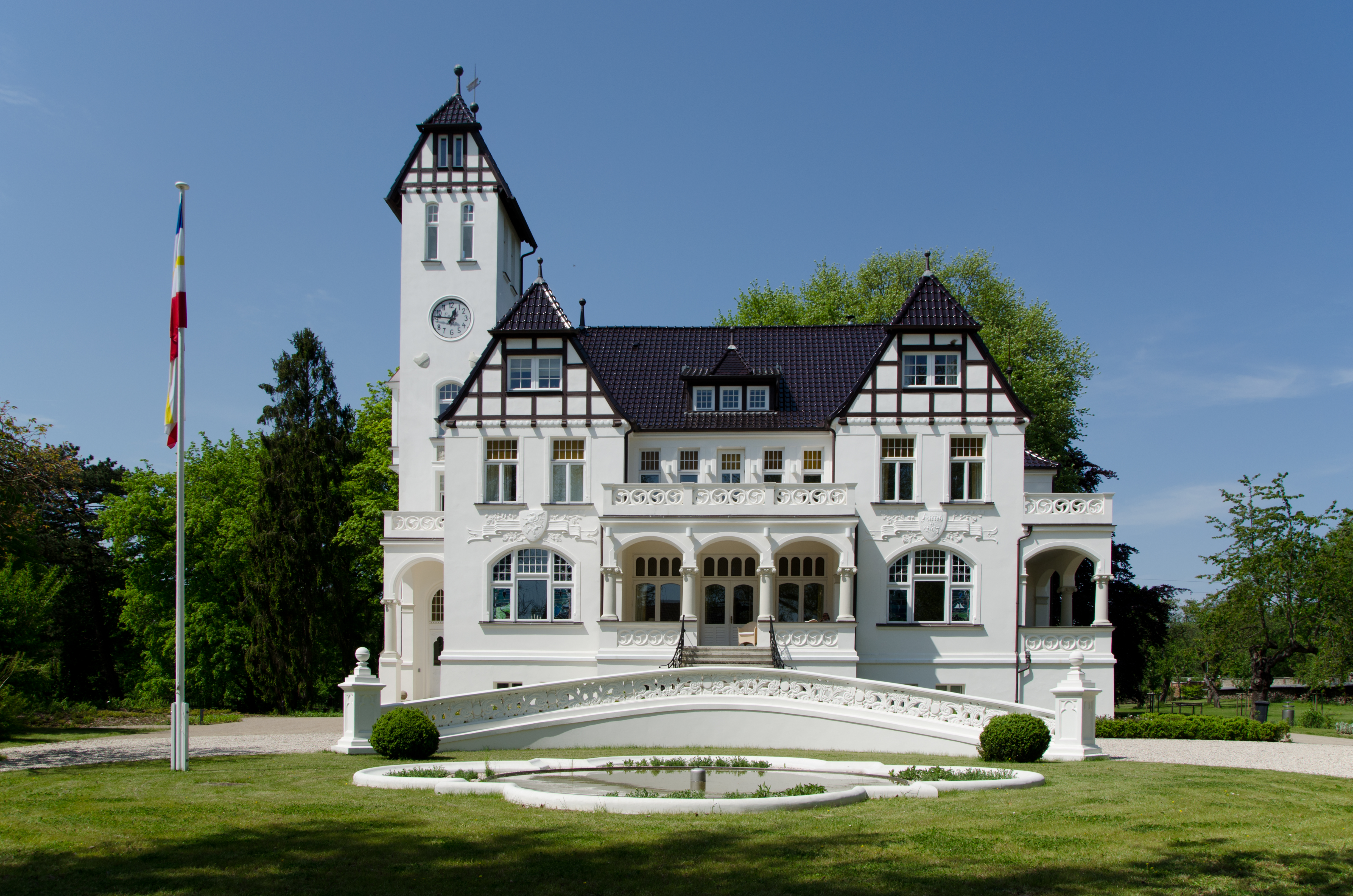
Villa Papendorf, Wohnsitz der Familie Killinger

Die Villa Papendorf war der Wohnsitz der Eheleute Killinger mit ihren vier Kindern.
1946 beschlagnahmten die russische Besatzungsmacht Villa und Fabrik. Hans Killinger und sein Sohn Hans Helmut wurden verhaftet und kamen ins Rostocker Gefängnis. Während Hans Helmut bereits nach kurzer Zeit gegen Auflagen entlassen wurde, musste Hans ohne Gerichtsverhandlung den Transport in das Speziallager Nr. 9 Fünfeichen über sich ergehen lassen. Wegen der miserablen hygienischen Bedingungen starb dort von den 15.000 Häftlingen ein Drittel. Dort starb er am 9. Februar 1947 vermutlich an den Folgen einer Ruhr-Erkrankung.